# Aşağıincesu, Karayazı
Aşağıincesu là một xã thuộc huyện Karayazı, tỉnh Erzurum, Thổ Nhĩ Kỳ. Dân số thời điểm năm 2011 là 580 người.